# Asclepias oreophila
Asclepias oreophila là một loài thực vật có hoa trong họ La bố ma. Loài này được Nicholas ex Hilliard & B.L.Burtt mô tả khoa học đầu tiên năm 1986.